# Aderezo (adorno)

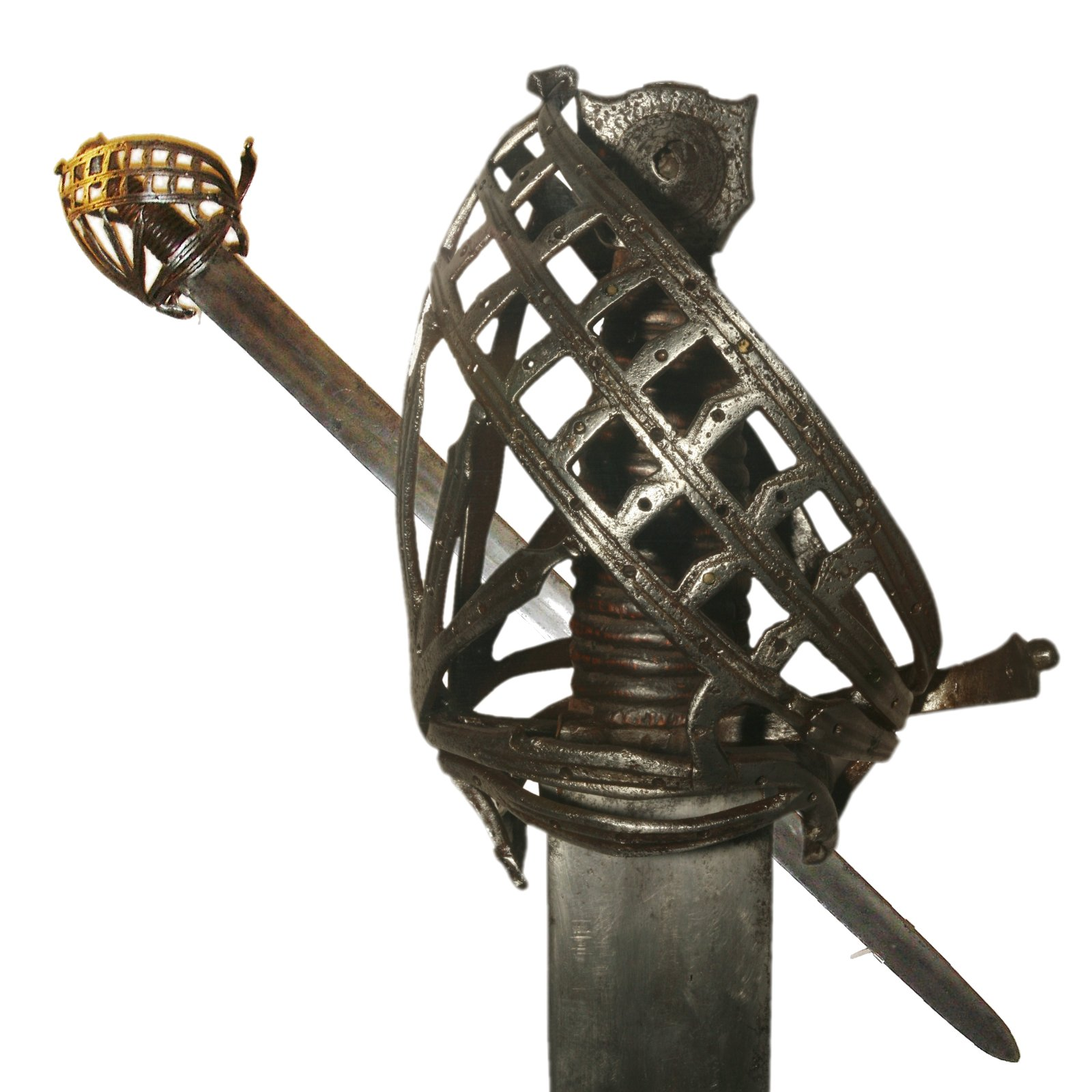
Aderezo de espada

Se llama aderezo a aquello con que se adorna o hermosea a alguien o algo.
- Aderezo de caballo. Las mantillas, tapafundas y demás arreos que se ponen al caballo para adorno y manejo.
- Aderezo de espada, daga o espadín. La guarnición que tienen por la parte donde se empuñan y también el gancho o contera que se pone en la vaina.